# Paweł (Gołyszew)
Paweł, imię świeckie: Jewgienij Gołyszew (ur. 24 sierpnia?/6 września 1914 w Jekatierinosławiu. zm. 1979) – rosyjski biskup prawosławny.

## Życiorys
W 1919 razem z rodzicami wyjechał do Belgii, ukończył szkołę średnią w Brukseli. 16 marca 1937 złożył wieczyste śluby mnisze, zaś trzy dni później został wyświęcony na hierodiakona. 2 czerwca 1938 został hieromnichem, po czym objął obowiązki proboszcza parafii Narodzenia Pańskiego w Antwerpii. W 1939 ukończył studia teologiczne w Instytucie św. Sergiusza z Radoneża w Paryżu, zaś od 1941 był proboszczem dwóch parafii we Francji. Otrzymał godność igumena.
W 1947 zadeklarował chęć powrotu do ZSRR i podjęcia służby duszpasterskiej w Rosyjskiego Kościoła Prawosławnego. Po przybyciu do ZSRR zamieszkał w Ławrze Troicko-Siergijewskiej oraz został zatrudniony jako tłumacz języka francuskiego w Wydziale Zewnętrznych Stosunków Cerkiewnych. Od 1950 wykładał w seminarium duchownym w Odessie i zamieszkiwał w tamtejszym monasterze Zaśnięcia Matki Bożej. Od 1952 był proboszczem w jednej z cerkwi w Pskowie, zaś od 1953 do 1954 wykładał w Leningradzkiej Akademii Duchownej. Następnie służył w różnych cerkwiach w eparchii stawropolskiej i był proboszczem cerkwi w Kisłowodsku.
7 lipca 1957 miała miejsce jego chirotonia na biskupa mołotowskiego (permskiego) i solikamskiego. W charakterze konsekratorów wystąpili metropolita kruticki i kołomieński Mikołaj, biskup Paweł (Fiński Kościół Prawosławny) oraz biskup czkałowski i buzułucki Michał. Po trzech latach został przeniesiony na katedrę astrachańską i jenotajewską. W 1964 otrzymał godność arcybiskupią. W tym samym roku został przeniesiony ponownie na katedrę nowosybirską i barnaułską.
W 1971 arcybiskup Paweł przedstawił locum tenens Patriarchatu Moskiewskiego Pimenowi projekt zmian w statucie Kościoła w zakresie przepisów dotyczących funkcjonowania parafii. Domagał się w nim, by biskupi ordynariusze posiadali kontrolę nad składem osobowym rad parafialnych, proboszczowie zostali jej członkami i mogli współzarządzać parafią, miast pełnić jedynie funkcję wybieranych przez radę funkcjonariuszy. W 1972 został przeniesiony na katedrę wołogodzką i wielkoustiuską. Dziewięć dni później został przeniesiony w stan spoczynku, zaś Synod Cerkwi podał jako przyczynę brak zdolności do zarządzania życiem cerkiewnym, nieodpowiednie zachowanie i złamanie norm kanonicznych. Zarówno przeniesienie na mało prestiżową katedrę, jak i późniejsze całkowite wyłączenie z czynnej służby duchownej zostało wymuszone przez władze radzieckie z powodu wystąpień hierarchy przeciwko narzuconemu przez państwo statutowi Kościoła.
Arcybiskup Paweł odwoływał się od tej decyzji, ustnie i pisemnie zwracając się do patriarchy Pimena o ponowne powierzenie mu zarządu jednej z eparchii. Ostatecznie w 1975 pozwolono mu na wyjazd do Francji, gdzie żył jego brat. Zmarł w 1979. Po uroczystościach pogrzebowych w Brukseli został pochowany na cmentarzu Bois-Colombes w Asnières.